# 考棚 (佗城鎮)
考棚，位于中国广东省河源市龙川县佗城镇，为龙川县的一个县级文物保护单位，类型为古建筑，公布时间为1986年9月。
考棚的历史年代为清代。